# 661 Cloelia
Cloelia è un asteroide della fascia principale del diametro medio di circa 48,05 km. Scoperto nel 1908, presenta un'orbita caratterizzata da un semiasse maggiore pari a 3,0158349 UA e da un'eccentricità di 0,0365002, inclinata di 9,25817° rispetto all'eclittica.
Stanti i suoi parametri orbitali, è considerato un membro della famiglia Eos di asteroidi.
Il suo nome fa riferimento a Clelia, figura della mitologia romana che fu presa in ostaggio da Porsenna.